# Volejbol'nyj klub Iskra Odincovo 2011-2012
Questa voce raccoglie le informazioni riguardanti il Volejbol'nyj klub Iskra Odincovo nelle competizioni ufficiali della stagione 2011-2012.

## Organigramma societario
Area direttiva
- Presidente: ?

Area tecnica
- Allenatore: Roberto Santilli
- Allenatore in seconda: Anton Lutoškin, Manlio Puxeddu

## Rosa
| N° | Nome                | Ruolo | Data di nascita  | Nazionalità sportiva |
| -- | ------------------- | ----- | ---------------- | -------------------- |
| 1  | Stanislav Dinejkin  | O     | 10 ottobre 1973  | Russia               |
| 2  | Igor' Nazarkin      | P     | 3 febbraio 1993  | Russia               |
| 3  | Aleksandr Bogomolov | C     | 1º febbraio 1976 | Russia               |
| 4  | Frank Depestele     | P     | 3 settembre 1977 | Belgio               |
| 5  | Pavel Abramov       | S     | 23 aprile 1979   | Russia               |
| 6  | Aleksej Kulešov     | C     | 24 febbraio 1979 | Russia               |
| 7  | Vitalij Mosov       | C     | 11 giugno 1983   | Russia               |
| 8  | Il'ja Čeremisin     | O     | 26 gennaio 1994  | Russia               |
| 9  | Konstantin Lesik    | P     | 10 luglio 1987   | Russia               |
| 10 | Jochen Schöps       | O     | 8 ottobre 1983   | Germania             |
| 11 | Jaroslav Vernyj     | C     | 11 dicembre 1991 | Russia               |
| 12 | Pavel Denisov       | P     | 24 dicembre 1988 | Russia               |
| 13 | Šamil' Magomedov    | S     | 10 luglio 1988   | Russia               |
| 14 | Aleksandr Susanin   | S     | 26 dicembre 1989 | Russia               |
| 15 | Aleksej Spiridonov  | S     | 26 giugno 1988   | Russia               |
| 16 | Aleksej Verbov      | L     | 31 gennaio 1982  | Russia               |
| 17 | Evgenij Romaškin    | L     | 16 marzo 1986    | Russia               |
| 18 | Sergej Burcev       | S     | 23 marzo 1989    | Russia               |
| 20 | Roman Danilov       | S     | 4 gennaio 1985   | Russia               |

## Statistiche

### Statistiche di squadra
| Competizione    | Punti | In casa | In casa | In casa | In trasferta | In trasferta | In trasferta | Totale | Totale | Totale |
| Competizione    | Punti | G       | V       | P       | G            | V            | P            | G      | V      | P      |
| --------------- | ----- | ------- | ------- | ------- | ------------ | ------------ | ------------ | ------ | ------ | ------ |
| Superliga       | 34    | 12      | 9       | 3       | 11           | 8            | 3            | 23     | 17     | 6      |
| Coppa di Russia | 20/10 | -       | -       | -       | -            | -            | -            | 15     | 13     | 2      |
| Totale          | -     | 12      | 9       | 3       | 11           | 8            | 3            | 38     | 30     | 8      |

G = partite giocate; V = partite vinte; P = partite perse

### Statistiche dei giocatori
| Giocatore     | Superliga | Superliga | Superliga | Superliga | Superliga |
| Giocatore     | P         | PT        | AV        | MV        | BV        |
| ------------- | --------- | --------- | --------- | --------- | --------- |
| P. Abramov    | 22        | 221       | 187       | 16        | 18        |
| A. Bogomolov  | 20        | 114       | 77        | 36        | 1         |
| S. Burcev     | 16        | 24        | 17        | 0         | 7         |
| I. Čeremisin  | 0         | 0         | 0         | 0         | 0         |
| R. Danilov    | 18        | 135       | 114       | 11        | 10        |
| P. Denisov    | 0         | 0         | 0         | 0         | 0         |
| F. Depestele  | 23        | 47        | 15        | 9         | 23        |
| S. Dinejkin   | 20        | 68        | 57        | 10        | 1         |
| A. Kulešov    | 21        | 153       | 100       | 47        | 6         |
| K. Lesik      | 23        | 14        | 12        | 2         | 0         |
| Š. Magomedov  | 0         | 0         | 0         | 0         | 0         |
| V. Mosov      | 13        | 56        | 35        | 20        | 1         |
| I. Nazarkin   | 0         | 0         | 0         | 0         | 0         |
| E. Romaškin   | 2         | 0         | 0         | 0         | 0         |
| J. Schöps     | 22        | 305       | 272       | 11        | 22        |
| A. Spiridonov | 16        | 218       | 189       | 21        | 8         |
| A. Susanin    | 0         | 0         | 0         | 0         | 0         |
| A. Verbov     | 22        | 0         | 0         | 0         | 0         |
| J. Vernyj     | 0         | 0         | 0         | 0         | 0         |

P = presenze; PT = punti totali; AV = attacchi vincenti; MV = muri vincenti; BV = battute vincenti

NB: Non sono disponibili i dati relativi alla Coppa di Russia e, di conseguenza, quelli totali